# Alexis Kpadé
Alexis Michel Roger Dodji Kpadé (* 11. November 2005) ist ein franko-beninischer Schwimmsportler.

## Laufbahn
Für das westafrikanische Land Benin nahm Kpadé als Teil einer fünfköpfigen Delegation an den Olympischen Sommerspielen 2024 teil. Bei den Spielen in Paris trat er über einen Universalstartplatz im Rückenschwimmen in der Paris La Défense Arena über die 100-m-Distanz an. Dabei schied er in Vorlauf 1 mit einer Zeit von 57,61 s aus. Laut eigenen Angaben im Vorfeld der Spiele war es keine opportunistische Entscheidung, international für Benin statt Frankreich zu starten, sondern eine patriotische.
Zu seinen vorhergehenden internationalen Wettbewerbsteilnahmen gehören u. a. die 15th African Junior Championships 2023 und die XVI Africa Aquatic Championships 2024, bei denen er jeweils zwei Finals erreichte.